# Гербы притязания

Королевский герб Англии (1405—1603): в первой и четвёртой четвертях три золотые лилии в лазоревом поле как притязание на Французское королевство

Гербы́ притяза́ния (нем. Anspruchswappen, фр. armes de pretention) — гербы, демонстрирующие претензии на какое-либо спорное или прежде существовавшее владение. Когда такие гербы обозначают не территориальные претензии, а исторический факт владения, они называются гербами воспоминания (нем. Gedächtniswappen, фр. armes de souvenir).

## Исторические примеры
В 1520 году датский король Христиан II стал также и королём шведским, после чего принял в свой герб три золотые короны в голубом поле, то есть герб Швеции. После отделения Швеции от Дании шведский герб оставался элементом датского герба как герб притязания.
Короли Англии до 1801 года присоединяли к своему гербу французский королевский герб — золотые лилии в голубом поле, — хотя давно уже лишились владений во Франции.
Испанские короли присоединяли к своему гербу герб Португалии и Иерусалимского королевства; короли Сардинии — герб Кипра.
Польские короли из династии Ваза присоединяли к своему гербу герб Швеции.